# بالا پایین (ترانه ایگی آزیلیا)
«بالا پایین» (به انگلیسی: Bounce) ترانه‌ای از رپر استرالیایی ایگی آزیلیا از نخستین آلبوم استودیویی وی تحت عنوان کلاسیک جدید (۲۰۱۴) می‌باشد.